# Protosticta reslae
Protosticta reslae – gatunek ważki z rodziny Platystictidae.